# Świątynia Lazurowych Obłoków
Świątynia Lazurowych Obłoków (chin. trad. 碧雲寺, chin. upr. 碧云寺, pinyin Bìyún Sì) – świątynia buddyjska znajdująca się w Pekinie, u północnego podnóża Pachnących Wzgórz, około 20 kilometrów na zachód od centrum miasta.
Została wybudowana w 1366 roku, za panowania mongolskiego. Rozbudowano ją za czasów dynastii Ming. Ponownie rozbudowano ją za rządów mandżurskich w 1748 roku. 
Świątynia podzielona jest na sześć dziedzińców, z których każdy znajduje się na innej wysokości. Niedaleko wejścia do świątyni znajduje się niewielkie jezioro. Wewnątrz bramy wejściowej umieszczono dwie figury strażników, zaś po obu jej bokach wieże dzwonu i bębna. Za bramą znajdują się dwa pałace, jeden poświęcony Buddzie Majtrei, drugi Buddzie Siakjamuniemu. Najwyższym budynkiem w świątyni jest znajdująca się na Zachodnim Wzgórzu 35-metrowa, bogato zdobiona wieża, z której można podziwiać panoramę przedmieść Pekinu.

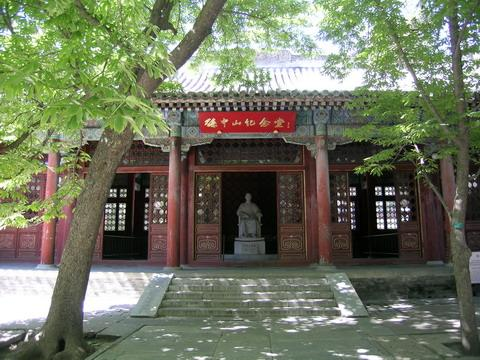
Pawilon poświęcony Sun Jat-senowi

W centrum kompleksu świątynnego znajduje się pawilon poświęcony pierwszemu prezydentowi Republiki Chińskiej, Sun Jat-senowi. Nad wejściem do pawilonu znajduje się czerwona tablica pamiątkowa ze słowami napisanymi przez żonę Suna, Song Qingling. Wewnątrz budynku znajduje się kryształowa trumna, podarowana w 1925 roku przez rząd radziecki. Ponieważ Sun Jat-sen został pochowany w nankińskim mauzoleum, pustą trumnę umieszczono w świątyni. W pawilonie znajdują się również rękopisy i książki Suna, a także jego pomnik.
W zachodniej części świątyni wznosi się Pawilon Pięciuset Arhatów. Wewnątrz niego znajduje się łącznie 512 różnych figur, w tym 500 drewnianych figur arhatów, 11 figur bodhisattwów i statua Buddy Ji Gong. Wszystkie figury arhatów są naturalnej wielkości i przedstawione w różnych pozach.